# Karl Eduard Hefftler
Karl (oder Carl) Eduard Hefftler (* 26. Apriljul. / 8. Mai 1853greg. in Reval; † 5. November 1918 in Petrograd) war ein deutsch-baltischer Maler und Architekt.
Hefftler ging nach einer kaufmännischen Lehre nach Sankt Petersburg und ließ sich an der Kaiserlichen Akademie der Künste ausbilden. Als selbstständiger Architekt (ab 1891) baute er dort Fabriken, Mietshäuser, Villen und ein Palais des Herzogs von Leuchtenberg. Schließlich widmete er sich aber der Aquarellmalerei. Seine Bilder, die Landschaften, Küsten, Städte und Häfen zeigen, entstanden rund um Nord- und Ostsee (Danzig, Stettin, Kiel, Flensburg, Hamburg, Altona, Bremen und auf den Inseln Rügen, Fehmarn, Sylt, Norderney, Borkum) sowie in Italien (Florenz, Verona, Venedig, Pisa, Pompeji, Capri u. a.), Frankreich, Belgien, den Niederlanden und Russland (Moskau, Kaukasus, Krim). Hefftler beschäftigte sich auch mit Lyrik, Goldschmiedekunst, Theaterdekoration sowie mit Keramik- und Freskomalerei.